# Exhyalanthrax unicolor
Exhyalanthrax unicolor är en tvåvingeart som först beskrevs av Becker 1902.  Exhyalanthrax unicolor ingår i släktet Exhyalanthrax och familjen svävflugor. Inga underarter finns listade i Catalogue of Life.